# Menhire von Loubaresse
Die beiden Menhire von Loubaresse (auch Menhirs de Foujichi genannt) stehen auf einem Sportplatz, in der Nähe der Straße D 48 von Loubaresse nach Pouzes, östlich vom Weiler Clavières d’Outre, bei Saint-Flour nahe der Grenze zum Département Lozère im Süden des Département Cantal in Frankreich.
Das Menhirpaar besteht aus zwei schlanken Steinen. Der westliche ist etwa 1,4 m hoch, 0,6 m breit und 0,5 m dick. Der östliche ist etwa 1,75 m hoch, unter etwa 0,8 m breit und oben etwa 0,5 m dick.
Laut Frédéric Surmely liegt in der Nähe im Unterholz ein dritter Menhir.
In der Nähe liegen der Dolmen d’Alleuzet, der Dolmen von Loubaresse und der Dolmen de la Table du Loup.